# 受精

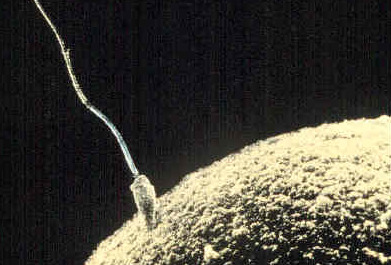
精子細胞到達卵子，使卵子受精。

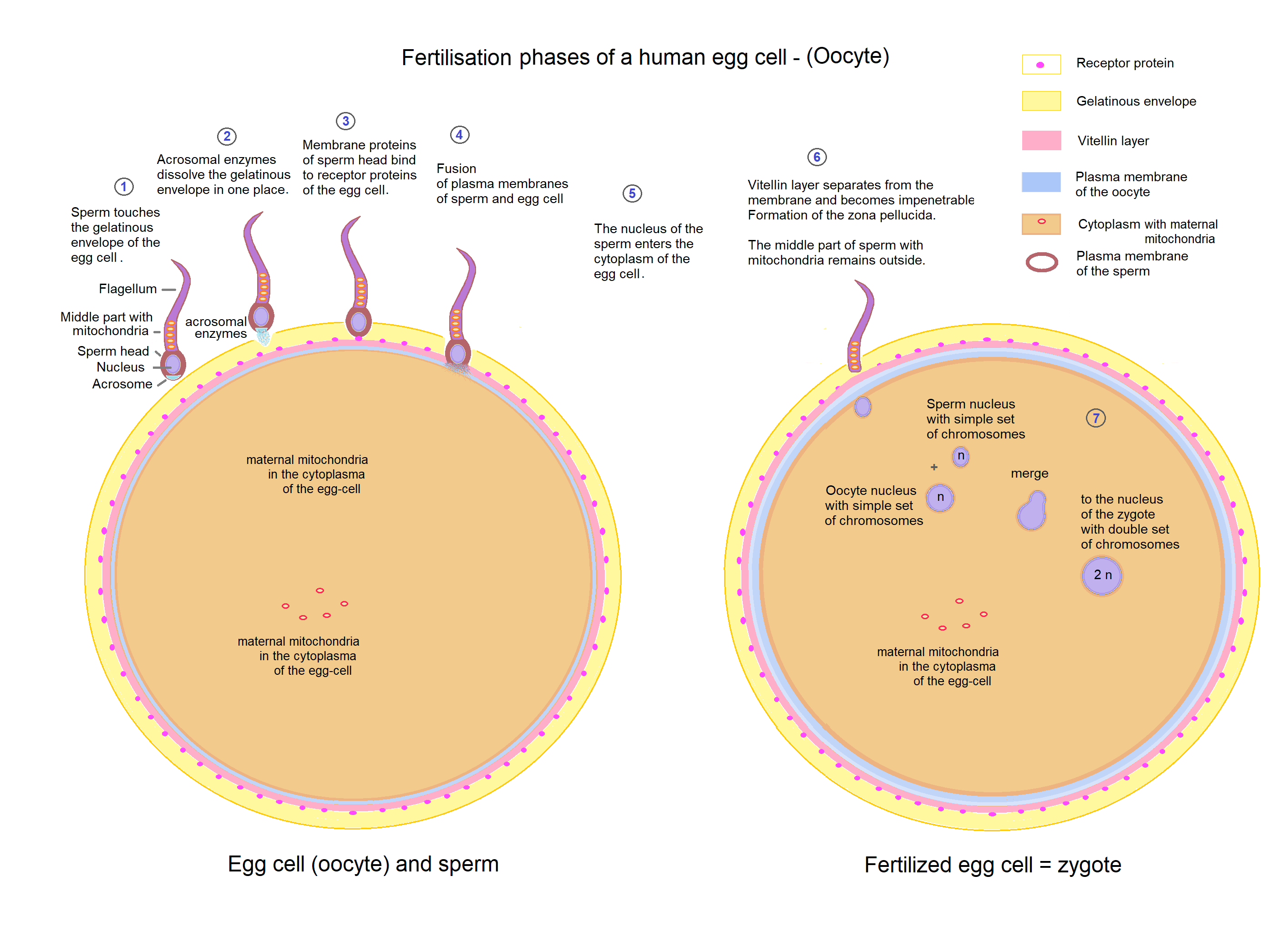

受精（fertilization）也稱作配子結合（syngamy）或受胎（impregnation），指來自同一物種的生殖細胞（配子）結合並形成新生物個體的過程。對動物來說，這個過程是由精子及卵子融合，最後發育形成胚胎。依照不同的動物物種，受精可以分為發生在雌性體內的體內受精；或是雌性體外的體外受精。

## 開花植物
授粉會使雌蕊獲得許多含有精細胞的花粉，當這些花粉粒接觸到成熟柱頭所分泌的含糖液體時，會各自長出一條以子房為目標，以伸入雌性組織中的花粉管，藉此建立一個通道。而花粉粒中具有生殖能力的細胞核，會分開成為兩粒精子細胞核──因此正在生長的花粉管中就有三粒各自的細胞核。這些細胞核本身也會所控制花粉管的生長，它們藉由分泌水解酶來分解雌性組織（花柱），使花粉管得以伸長。雄配子沿花粉管移至子房中的胚珠，與胚珠中的雌配子結合成合子。

## 人類
人類以體內受精的方式將精子與卵子結合成受精卵，一般发生在女性输卵管中，发生时间通常是女性排卵后的6~7天。
医学条件下的体外受精用于人工辅助生殖。
女性体内受精过程：
卵原细胞在卵巢中增殖，后产生初级卵母细胞，再产生次级卵母细胞。次级卵母细胞继续减数分裂，但在减数第二次分裂中期暂停。然后次级卵母细胞通过排卵排出卵巢，等待精子。
1、次级卵母细胞如果遇到精子，即受到精子刺激，则继续完成减数分裂，产生卵细胞，排出第二极体，卵细胞成熟后成为卵子。于是卵子和精子藉由受精结合成受精卵。
2、次级卵母细胞如果没遇到精子，则会死亡并溶解。